# Maria da grade
A maria da grade, também conhecida como Mari'grade é um ser mítico do folclore português, equivalente à Maria da manta. Segundo a crença popular, habita nos rios, lagos e poços, atrai e afoga as crianças que se aproximam destes lugares. Supõe-se que possa ser uma reminiscência das ninfas pagãs.